# صندلی لاله
صندلی لاله یا تولیپ (به انگلیسی: Tulip Chair) توسط ارو سارینن در سال ۱۹۵۵ و ۱۹۵۶ میلادی برای شرکت «نول» شهر نیویورک طراحی شد. این طرح در وهلۀ نخست به عنوان یک صندلی برای مطابقت با میز ناهار‌خوری مکمل طراحی شده‌ بود. این صندلی دارای خطوط نرم سبک مدرنیسم است و در زمان خود با مواد آزمایشی ساخته شده بود. این صندلی به عنوان یک محصول کلاسیک طراحی صنعتی در نظر گرفته می‌شود.
این صندلی اغلب به دلیل استفاده آینده‌نگرانه از منحنی‌ها و مواد مصنوعی به عنوان شمایل «عصر فضا» در نظر گرفته می‌شود.

## طراحی و ساخت
سارینن گفته است:
«زیر صندلی‌ها و میزها در یک فضای داخلی معمول، دنیایی زشت، گیج کننده و ناراحت می‌سازد. من می‌خواستم پایه‌های شلوغ را پاک کنم. می‌خواستم صندلی را دوباره تبدیل به یک شیء بسازم.»
سارینن امیدوار بود که صندلی را به عنوان یک واحد یک‌تکۀ ساخته شده از فایبرگلاس تولید کند، اما این ماده قادر به پشتیبانی از پایه نبود و نمونه‌های اولیه، مستعد شکستن بودند. در نتیجه، پایۀ صندلی لاله از آلومینیوم ریخته‌گری شده با پرداخت رویۀ ریلسان (نوعی نایلون)، برای این که با پوستۀ بالایی مطابقت داشته باشد و ظاهر واحدی را نشان دهد، تولید شد؛ پوستۀ بالایی از فایبر گلاس قالب‌گیری شده‌، و با روکش پلاستیکی تقویت‌ و چسبانده شده است. کوسن، از فوم روکش‌شده است که با چسب ولکرو (نوارِ چسبی) قابل جداسازی است.
سارینن در سال ۱۹۶۰ میلادی حق ثبت اختراع صندلی لاله را دریافت کرد.

## جوایز
- جایزۀ موزۀ هنر مدرن، ۱۹۶۹ میلادی.[۲]
- جایزۀ فدرال طراحی صنعتی، ۱۹۶۹ میلادی.[۲]
- جایزۀ مرکز طراحی اشتوتگارت، ۱۹۶۲ میلادی.[۲]

## پروژه سایبرسین
در سال ۱۹۷۱ میلادی فرم تغییر یافته‌ای از صندلی لاله در طراحی پروژۀ سایبرسین استفاده شد.